# West Cowes Castle
Cowes Castle, også kendt som West Cowes Castle, er et Device fort i Cowes på Isle of Wight. Det blev oprindeligt opført af Henrik 8. i 1539 for at beskytte mod truslen fra Frankrig og det Det tysk-romerske Rige, og bestod af en rund bastion, med vinger og et keep. I 1547 havde det 17 kanoner. Sammen med fæstningen East Cowes, kontrollerede Cowes Castle floden Medina, der var et vigtigt sted hvor skibe lage til anker. Fortet blev brugt indtil midten af 1800-tallet grundet forskellige invasionstrusler, men var kun kortvarigt involveret i kampe i 1642 under den engelske borgerkrig.
Under anden verdenskrig blev det hovedkvarter for dele af D-dag-tropperne.